# Skattungbyn
Skattungbyn (orsamål Skatungbin) är en tätort i Orsa kommun. Skattungbyn är belägen i Siljansringens sluttning med utsikt över de vida skogarna mot Orsa finnmark, sjön Skattungen och Ore älv. Byn ligger 15 kilometer nordost om Orsa.

## Historia
År 1539 skrevs skattunghe bij. Namnet består av namnet på sjön Skattungen = sjön med skaten. Skate betyder "något utskjutande" och torde avse den långa viken i väster där bebyggelsen ligger, se även Torsmo.
Skate betyder enbart utskjutande udde och hänsyftar förmodligen på den långa udden mellan Oreälvens utlopp från sjön Skattungen och dess vik norr därom, Djurviken. Denna udde har nu namnet Ivarsnäs. Men eftersom de tidigaste bosättningarna fanns nära vattenvägarna är det troligt att den första byn anlades just vid nuvarande Ivarsnäs och då fick namnet Skattungbyn, eftersom den låg just på en "skate". När jordbruket utvecklades och byn växte flyttade allt fler gårdar upp mot höjderna, sydväst om Ivarsnäs, där nuvarande Skattungbyn ligger.
Området vid Djurviken och Ivarsnäs är rikt på sjömalm och här finns också spår av järnframställning för omkring 1 500 år sedan. De sandiga stränderna runt Skattungen och Oresjön beboddes förmodligen av jägar- och samlarfolk redan för minst 6 400 år sedan , se utgrävningar vid badplatsen i Oreälven nedströms kraftstationen . Däremot finns inget som talar för att ordet "skate" skulle har haft betydelsen av motsatsen till udde, det vill säga vik. Sjön Skattungen har förmodligen senare fått sitt namn efter byn, såsom det är vanligt på många andra håll, det vill säga att sjöar får namn efter den närmaste större bebyggelsen.
Då Linné besökte byn på 1730-talet fanns här 65 gårdar. På 1760-talet fanns här närmare 80 gårdar, och då Karl-Erik Forsslund besökte byn omkring 1920 fanns här hela 215 gårdar. Den ursprungliga Skattunge kyrkas ålder är okänd, men den nuvarande är uppförd 1839. Först 1891 fick byn en fast präst.
År 2010 sålde Svenska kyrkan prästgården till Mora Folkhögskola för användande inom den studieverksamhet som är förlagd till byn.

### Befolkningsutveckling
| Befolkningsutvecklingen i Skattungbyn 1960–2020 | Befolkningsutvecklingen i Skattungbyn 1960–2020 | Befolkningsutvecklingen i Skattungbyn 1960–2020 | Befolkningsutvecklingen i Skattungbyn 1960–2020 | Befolkningsutvecklingen i Skattungbyn 1960–2020 |
| ----------------------------------------------- | ----------------------------------------------- | ----------------------------------------------- | ----------------------------------------------- | ----------------------------------------------- |
|                                                 |                                                 |                                                 |                                                 |                                                 |
| År                                              |                                                 |                                                 | Folkmängd                                       | Areal (ha)                                      |
| 1960                                            | 1960                                            |                                                 | 568                                             |                                                 |
| 1965                                            | 1965                                            |                                                 | 415                                             |                                                 |
| 1970                                            | 1970                                            |                                                 | 380                                             |                                                 |
| 1975                                            | 1975                                            |                                                 | 317                                             |                                                 |
| 1980                                            | 1980                                            |                                                 | 313                                             |                                                 |
| 1990                                            | 1990                                            |                                                 | 296                                             | 142                                             |
| 1995                                            | 1995                                            |                                                 | 282                                             | 143                                             |
| 2000                                            | 2000                                            |                                                 | 269                                             | 143                                             |
| 2005                                            | 2005                                            |                                                 | 266                                             | 143                                             |
| 2010                                            | 2010                                            |                                                 | 295                                             | 143                                             |
| 2015                                            | 2015                                            |                                                 | 310                                             | 227                                             |
| 2020                                            | 2020                                            |                                                 | 354                                             | 227                                             |
|                                                 |                                                 |                                                 |                                                 |                                                 |

## Samhället
Mora folkhögskola bedriver i byn en kurs i ekologisk odling och hållbar livsföring. 
I byn finns även en kooperativt ägd lanthandel (Skattunge Handel), en ekologisk medlemsförening (Slåttergubben) som drivs ideellt av dess medlemmar, en ideellt driven gratisbutik (Bytesbutiken) där man kan lämna det man inte behöver och ta det man behöver, aktivitetshus (Hanséns) där det serveras folkkök och hålls diverse studiecirklar och engagemang, en bystuga som kan hyras för evenemang och möten och där konserter, spelningar, teater med mera arrangeras, gårdsbutiker och diverse företag, äldreboende och service samt förskola och friskola. Utöver detta finns det många andra föreningar, kooperativ och allehanda kulturella utbyten.
I Skattungbyn ligger också Sveriges äldsta bevarade baptistkapell.

## Kända personer från Skattungbyn
Socialdemokraten Gunnar Myrdal föddes i Skattungbyn den 6 december 1898. Även programledaren Malin Olsson växte upp här.

## Evenemang
Varje sommar arrangeras Inspirationsfestivalen med musik, dans, mat, måleri, olika filmvisningar, workshops och föredrag. Kulturföreningen Lyran arrangerar olika evenemang som konserter i bystugan året om. Under "Konst runt Siljan" brukar det vara olika evenemang i byn. 
Varje sommar arrangeras även barnkörlägret "Sånglägret i Skattungbyn" som genom åren lockat flera hundratals barn från hela landet. Även musikerna och kompositörerna Georg Riedel och Stefan Nilsson har besökt och hyllat lägret. 

## Skattungbyn i film
I orten har flera svenska långfilmer spelats in, däribland Jungfrukällan (1960) av Ingmar Bergman, Fäbodjäntan (1978) och Hippieland, den sistnämnda endast delvis inspelad i byn.